# AnOther Magazine
AnOther Magazine, denominada AnOther, é uma revista bianual internacional de moda e cultura.  AnOther foi fundada em 2001.